# Werne
Werne är en stad i Kreis Unna i Regierungsbezirk Arnsberg i förbundslandet Nordrhein-Westfalen i Tyskland.  Motorvägen A1 passerar förbi staden.

## Geografi

### Utbyggnad av stadsområdet
- Storaste västra östra förlängningen: 13,0 km
- Största nord-syd förlängning: 7,8 km
- Längden av stadsgränsen: 50,5 km